# Peña Canciás
Peña Canciás är en bergstopp i Spanien.   Den ligger i provinsen Provincia de Huesca och regionen Aragonien, i den nordöstra delen av landet, 400 km nordost om huvudstaden Madrid. Toppen på Peña Canciás är 1 912 meter över havet.
Terrängen runt Peña Canciás är kuperad åt sydväst, men åt nordost är den bergig.Runt Peña Canciás är det mycket glesbefolkat, med 2 invånare per kvadratkilometer. Närmaste större samhälle är Sabiñánigo, 19,4 km väster om Peña Canciás. I omgivningarna runt Peña Canciás växer i huvudsak barrskog.